# Енн із Острова Принца Едварда
Енн із Острова Принца Едварда — роман канадської письменниці Люсі Мод Монтгомері, третя книга з циклу про Енн Ширлі, що складається з восьми романів. Дата написання: 1915 р.

## Сюжет
Літо минуло, і Енн, гуляючи з Діаною, розмовляла про великі зміни в їхньому житті, та як тільки дівчата розпрощались, Енн пішла до пошти забрати листа, де зустріла Гілберта. Енн та Гілберт, йдучи додому зупиняються біля містка, де Гілберт кладе свою руку на її РУКУ, але Енн ухиляється від його залицянь і «тікає» додому. Вона починає розуміти, що якщо Гілберт не припинить своїх «дурниць», їхня дружба припинить своє існування. Через тиждень Спілка вдосконалення Ейвонлі, яку створила Енн Ширлі, дала прощальну вечірку на честь Енн та Гілберта. Чарлі Слоун і Гілберт Блайт були суперниками — кожен з цих двох хлопців був закоханий в Енн, тож коли Гілберт під кінець вечірки сказав щось романтичне, дівчина почала надавати перевагу Чарлі. Проте помста Енн завдала болю лише їй — незворушний Гілберт пішов геть із Рубі Джилліс. Але останній вечір він провів з Енн.
Енн починає навчання у Редмондському коледжі разом з Чарлі Слоуном, Гілбертом Блайтом та Присциллою Грант. Там у неї з'являється нова подруга — Філіппа Гордон, яка просить називати її Філ. Філ — гарна дівчина, багата, але легковажна. Вона вводить дівчат у світське життя Редмонду. Невдовзі Енн Ширлі знайомиться ще з однією дівчиною — Стеллою Мейнард. Через рік усі чотири дічини починають жити у Домі Патті з тітонькою Джеймсіною. Проте врода Енн з кожним роком розквітає, їй починають освідчуютися юнаки. Першим це зробив Біллі Ендрюс, але не особисто, а через свою сестру Джейн. Енн відмовляє, але це не впливає на дружбу дівчат. Енн засмучена — вона уявляла освідчення романтичними, але це було геть жахливим. Невдовзі їй освідчується Чарлі Слоун, але після відмови Енн він ще довго ображається на неї. Третім це зробив Гілберт Блайт, Енн не розділяє його кохання, бо сподівається дочекатися свого «прекрасного принца», а Гілберта вважає лише другом. Та потім Енн відчуває, що зробила помилку.
Закінчивши другий курс навчання, дівчина хвилюється, що на продовження навчання їй не вистачить грошей, а гроші Марілли брати вона не хоче. Але Енн приходить лист, у якому сказано, що Джозефіна Баррі померла. Разом з цим сказано, що тітка Джозефіна залишила Енн тисячу доларів. Енн може не хвилюватися — грошей вистачить на продовження навчання.
На третьому курсі Енн знаходить «прекрасного принца» — Роя Гарднера, багатого студента Редмонда, який жив два роки в Європі, що і було причиною того, що вони були не знайомі. Редмонд тільки й говорить про майбутнє весілля закоханої пари. Та Гілберт теж знаходить «наречену» — красуню Крістіну Стюарт. Про їхнє майбутнє весілля Редмонд теж не мовчить, що дуже «ображає» Енн.
Час плине, і вже всі подруги Енн мають пару: Діана Баррі одружилася з Фредом Райтом, Філ закохана у наполовину бідного студента духовної семінарії Джонаса, Джейн Ендрюс стає дружиною мільйонера. Енн, натомість, не може розібратися у почуттях. Та Рой Гарднер не зволікає і освідчується Енн, але вона знову відмовляє, розуміючи, що Рой нудний хлопець, який не розуміє жартів.
Та не так давно померла від туберкульозу перша подруга Енн — Рубі Джиліс, з якою Енн провела майже все літо. Енн згадала, як вона заздрила Рубі.
Після закінчення коледжу засмучена коханням Енн живе деякий час у пана та пані Ірвінг. Але коли повертається у рідне Ейвонлі, дізнається від Деві, що Гілберт помирає від тифу. Вона розуміє, що весь час була закохана у Гілберта, і що зробила велику помилку, відмовивши йому. Дізнавшись у наймита Блайтів, що Гілберт видужує, Енн радіє й розуміє, що сили повертаються до неї. Невдовзі, після хвороби прогулюючись з Енн, Гілберт знову освідчується їй, на що Енн каже «Так».

## Розділи
| - Розділ 1. Тінь змін - Розділ 2. Вінки осені - Розділ 3. Зустріч і прощання - Розділ 4. Вітрогонка - Розділ 5. Листи з дому - Розділ 6. У парку - Розділ 7. Знову вдома - Розділ 8. Перше освідчення - Розділ 9. Непроханий кавалер і любий друг - Розділ 10. Дім Патті - Розділ 11. Вир життя - Розділ 12. «Покута Ейверіл» - Розділ 13. Дорога зрадливих - Розділ 14. Поклик смерті | - Розділ 15. Зворотний бік мрії - Розділ 16. Новий затишок - Розділ 17. Лист від Деві - Розділ 18. Панна Джозефіна не забуває «Маленької Енн» - Розділ 19. Інтерлюдія - Розділ 20. Гілберт промовляє заповітні слова - Розділ 21. Учорашні троянди - Розділ 22. Весна та Енн повертаються в Зелені Дахи - Розділ 23. Пол не знаходить скелястих людей - Розділ 24. З’являється Джонас - Розділ 25. З’являється прекрасний принц - Розділ 26. З’являється Крістіна - Розділ 27. Взаємні зізнання - Розділ 28. Червневий вечір | - Розділ 29. Весілля Діани - Розділ 30. Історія пані Скіннер - Розділ 31. Енн пише Філіппі - Розділ 32. Чаювання в пані Дуглас - Розділ 33. «Він усе ходив і ходив» - Розділ 34. Джон Дуглас нарешті освідчується - Розділ 35. Останній навчальний рік у Редмонді розпочинається - Розділ 36. Візит Гарднерів - Розділ 37. Новоспечені бакалаври - Розділ 38. Оманливий світанок - Розділ 39. Нові весілля - Розділ 40. Книга одкровення - Розділ 41. Кохання підносить келих часу |

## Дійові особи
- Енн Ширлі — мрійлива студентка, яка пише короткі оповідання, деякі з яких приймають в редакціях. Стає бакалавром гуманітарних наук. Закохана у Гілберта Блайта.
- Гілберт Блайт — вірний друг Енн, студент медичного відділення. Закоханий у Енн з дитинства, виліковується від туберкульозу, дізнавшись від Філ, що Енн відмовила Рою Гарднеру.
- Рой Гарднер — багатий студент Редмонда, складає сонети для Енн та робить гарні компліменти, але не має почуття гумору. Два роки зустрічався з Енн, але отримав відмову одружитися.
- Стелла Мейнард — подруга Енн, що приїхала на рік пізніше.
- Тітонька Джейсміна — тітка Стелли, яка допомагає вести господарство у Домі Патті.
- Присцила Грант — подруга Енн, весела та бадьора.
- Філ Гордон — подруга Енн, легковажна й по-дитячому наївна. Не могла визначитися, з ким одружитися: з Алеком чи з Алонзо. Врешті побралася з бідним священником Джонасом Блейком.
- Рубі Джиліс — подруга дитинства Енн. Дівчата мали розбіжності у житті, але в останні дні життя Рубі починають товаришувати.
- Діана Баррі — найкраща подруга дитинства Енн, одружилася з Фредом Райтом. Народила сина Фреда-молодшого.
- Марілла Катберт — опікунка Енн Ширлі, живе в садибі Зелені Дахи.
- Деві Кіт — троюрідний племінник Марілли Катберт, пише цікаві листи. Брат Дори Кіт.
- Дора Кіт — спокійна сестра Деві Кіта, троюрідна племінниця Марілли Катберт.
- Рейчел Лінд — стара пліткарка Ейвонли, живе в садибі Зелені Дахи.

## Видання українською мовою
Визнання українських читачів цикл книжок про Енн Ширлі здобув завдяки перекладам Анни Вовченко, які побачили світ у львівському видавництві «Урбіно».
- Монтгомері Л.-М. Енн із Острова Принца Едварда. - Львів : Урбіно, 2016. - 272 с. - ISBN 978-966-2647-15-0[1]

## «Енн» і туристична індустрія
Зелені Дахи — це назва фермерського господарства 19-го століття у Кавендіші (Острів Принца Едварда, Канада). Це одна з найвідоміших пам'яток в Канаді, що пов'язані з літературою. Будинок був офіційно визнаний Національно-історичною пам'яткою Канади у 1985 році, маєток розташований на території Національного парку Острів Принца Едуарда. Популярність авторки та персонажів її книг активно використовується туристичною індустрією канадської провінції Острів Принца Едварда. У туристичні маршрути включено відтворений хутір-музей Green Gables, «населений» персонажами роману. У театрах йдуть мюзикли за книгами Монтгомері. Туристам радять відвідати шоколадний магазин, де «колись купувала цукерки сама Люсі Мод» тощо.

## Інші книги
| # | Назва книги                   | Дата публікації | Вік Енн Ширлі |
| 1 | Енн із Зелених Дахів          | 1908            | 11-16         |
| 2 | Енн із Ейвонлі                | 1909            | 16-18         |
| 3 | Енн із Острова Принца Едварда | 1915            | 18-22         |
| 4 | Енн із Шелестких Тополь       | 1936            | 22-25         |
| 5 | Енн у Домі Мрії               | 1917            | 25-27         |
| 6 | Енн із Інглсайду              | 1939            | 34-40         |
| 7 | Діти з Долини Райдуг          | 1919            | 41            |
| 8 | Рілла з Інглсайду             | 1921            | 49-53         |

| # | Назва книги                       | Дата публікації | Вік Енн Ширлі |
| — | Ейвонлійські хроніки              | 1912            | —             |
| — | Ейвонлійські хроніки. Продовження | 1920            | —             |
| — | The Blythes Are Quoted            | 2009            | —             |